# معركة كراسوس
معركة كراسوس أحد معارك الحروب الإسلامية البيزنطية وقعت في عام (804م) بين المسلمين بقيادة ابراهيم ابن جبريل والإمبراطورية الرومانية بقيادة نقفور الأول في كراسوس، انتهت بانتصار المسلمين في عهد الخلافة العباسية.